# Катлийн Кенеди
Катлийн Кенеди (на английски: Kathleen Kennedy) е американска кинопродуцентка.
Родена е на 5 юни 1953 година в Бъркли в семейството на юрист. Завършва филми и телекомуникации в Щатския университет на Сан Диего, след което работи в телевизията, а през 1981 година основава продуцентската компания „Amblin Entertainment“, заедно със Стивън Спилбърг и бъдещия си съпруг Франк Маршал. През следващите години продуцира много от успешните филми на Спилбърг, сред които „Извънземното“ („E.T. the Extra-Terrestrial“, 1982) и поредицата „Джурасик Парк“. През 2012 година оглавява компанията „Lucasfilm“, в навечерието на нейното придобиване от „Уолт Дисни Къмпани“, след което поема управлението на марките, свързани с франчайза „Междузвездни войни“.

## Филмография
- „Извънземното“ („E.T. the Extra-Terrestrial“, 1982)
- „Зоната на здрача: Филмът“ („Twilight Zone: The Movie“, 1983)
- „Индиана Джоунс и храмът на обречените“ („Indiana Jones and the Temple of Doom“, 1984)
- „Пурпурен цвят“ („The Color Purple“, 1985)
- „Евтиното е скъпо“ („The Money Pit“, 1986)
- „Империята на Слънцето“ („Empire of the Sun“, 1987)
- „Винаги“ („Always“, 1989)
- „Арахнофобия“ („Arachnophobia“, 1990)
- „Хук“ („Hook“, 1991)
- „Нос Страх“ („Cape Fear“, 1991)
- „Джурасик парк“ („Jurassic Park“, 1993)
- „Живи“ („Alive“, 1993)
- „За джобни пари“ („Milk Money“, 1994)
- „Конго“ („Congo“, 1995)
- „Мостовете на Медисън“ („The Bridges of Madison County“, 1995)
- „Туистър“ („Twister“, 1996)
- „Изгубеният свят: Джурасик парк“ („The Lost World: Jurassic Park“, 1997)
- „Кедри в снега“ („Snow Falling on Cedars“, 1999)
- „Шесто чувство“ („The Sixth Sense“, 1999)
- „Джурасик парк III“ („Jurassic Park III“, 2001)
- „Изкуствен интелект“ („A.I. Artificial Intelligence“, 2001)
- „Воля за победа“ („Seabiscuit“, 2003)
- „Война на световете“ („War of the Worlds“, 2005)
- „Мюнхен“ („Munich“, 2005)
- „Скафандърът и пеперудата“ („Le scaphandre et le papillon“, 2007)
- „Странният случай с Бенджамин Бътън“ („The Curious Case of Benjamin Button“, 2008)
- „Индиана Джоунс и кралството на кристалния череп“ („Indiana Jones and the Kingdom of the Crystal Skull“, 2008)
- „Светлина в тунела“ („Hereafter“, 2010)
- „Приключенията на Тинтин: Тайната на еднорога“ („The Adventures of Tintin“, 2011)
- „Боен кон“ („War Horse“, 2011)
- „Линкълн“ („Lincoln“, 2012)
- „Междузвездни войни: Епизод VII - Силата се пробужда“ („Star Wars Episode VII: The Force Awakens“, 2015)
- „Rogue One“ (2016)